# For What It's Worth (Buffalo Springfield)
For What It's Worth, sottotitolo (Stop, Hey What's That Sound), è una canzone scritta da Stephen Stills. Fu interpretata dai Buffalo Springfield e pubblicata come singolo nel gennaio 1967; fu in seguito aggiunta alla ripubblicazione del loro primo album Buffalo Springfield. La canzone raggiunse la settima posizione della classifica Billboard Hot 100 negli Stati Uniti. Le note armoniche sono suonate alla chitarra elettrica da Neil Young.
Nel 2004 il brano è stato classificato alla posizione numero 63 nella lista delle migliori 500 canzoni di sempre redatta dalla rivista Rolling Stone.

## Descrizione

### Origine e storia
La composizione del brano venne ispirata al suo autore (Stephen Stills) dagli eventi ai quali assistette all'alba dell'epoca psichedelica nel novembre 1966, l'anno durante il quale i Buffalo Springfield iniziarono a suonare come band fissa del Whisky a Go Go sul Sunset Strip di Los Angeles. Secondo quanto riportato dal Los Angeles Times, cittadini residenti e commercianti della zona infastiditi dal rumore e dall'aumento di traffico dovuti all'andirivieni di giovani hippie che frequentavano i vari locali del quartiere, firmarono una petizione per far cessare tutto ciò. Questo fatto venne percepito dai giovani amanti della musica rock come una restrizione dei loro diritti civili, e sabato 12 novembre 1966, furono distribuiti volantini per le strade invitando le persone a dimostrare contro questa petizione il giorno successivo.
Ore prima della manifestazione di protesta, una stazione radio di Los Angeles annunciò che si sarebbe tenuta una riunione al Pandora's Box, un club all'angolo tra Sunset Boulevard e Crescent Heights, invitando la gente ad intervenire numerosa. Il Times riportò che più di 1000 giovani dimostranti, incluse celebrità come Jack Nicholson e Peter Fonda (che venne anche arrestato dalla polizia), parteciparono con veemenza alla protesta collettiva. Le forze di polizia intervennero a ristabilire l'ordine con metodi violenti, picchiando i manifestanti e disperdendoli con i manganelli. Stills, testimone oculare dell'accaduto, decise di scrivere una canzone sulla vicenda.
Sebbene spesso fraintesa come una canzone "contro la guerra", For What It's Worth si riferisce quindi ai "disordini sul Sunset Strip", e venne registrata circa tre settimane dopo gli eventi descritti, il 5 dicembre 1966.

### Titolo
Il brano si guadagnò ben presto la fama di "canzone di protesta", assurgendo a brano simbolo degli sconvolgimenti e delle turbolenze mondiali degli anni sessanta (in particolare la guerra del Vietnam), anche se Stills lo scrisse limitandosi a far riferimento ad un fatto, tutto sommato, di cronaca locale come i disordini sul Sunset Strip del '66. Il titolo della canzone non compare nel testo del brano; che viene più facilmente identificato con il primo verso del ritornello: «Stop, children, what's that sound?».
Stills raccontò in un'intervista che il titolo stesso del brano gli venne in mente quando presentò la nuova composizione al produttore esecutivo della Atlantic Records Ahmet Ertegün che aveva fatto firmare i Buffalo Springfield per la sussidiaria Atco Records. Stills gliela introdusse dicendo: «I have this song here, for what it's worth, if you want it» ("Ho qui questa nuova canzone, per quel che importa, se ti interessa"). Un altro produttore, Charlie Greene, affermò che Stills aveva detto la sopracitata frase a lui, ma diede credito ad Ahmet Ertegun per aver sottotitolato il singolo (Stop, Hey What's That Sound) così che la canzone fosse maggiormente memorizzabile.
Nel 2006, intervistato da Tom Kent nel corso del suo show radiofonico Into the '70s, Stephen Stills fece notare come moltissime persone fossero ancora convinte che For What It's Worth parlasse degli incidenti alla Kent State University del 1970, nonostante la canzone precedesse gli eventi di oltre tre anni. Neil Young, compagno di Stills sia nei Buffalo Springfield che nei Crosby, Stills, Nash & Young, avrebbe in seguito scritto Ohio, canzone veramente ispirata alla sparatoria della Kent State.

## Cover
- Nel 1969 la canzone venne reinterpretata dalla cantante/attrice Cher sul suo album 3614 Jackson Highway.
- Nel 1996 Nathan Morris dei Boyz II Men campionò parti del brano per il suo singolo Wishes incluso nella colonna sonora del film Kazaam, il gigante rap con protagonista la star NBA Shaquille O'Neal.
- La traccia appare nelle colonne sonore dei film Lord of War del 2005, Tropic Thunder del 2008, e Forrest Gump del 1994, come anche in numerose altre pellicole.
- I Pop Culture Suicides, i TV Toy e gli Art sul loro album del 1967 Supernatural Fairy Tales. La versione degli Art fu anche pubblicata su singolo in Gran Bretagna.
- I The Litter sul loro album Emerge (ABC Probe Records) del 1969.
- I Public Enemy campionarono parti del brano per la loro canzone He Got Game inserita nella colonna sonora dell'omonimo film di Spike Lee. La loro versione contiene anche la presenza di Stephen Stills ai cori.
- Robert Plant (prima di diventare il cantante dei Led Zeppelin) registrò una versione della canzone con il suo gruppo Band of Joy nel 1968.
- I Led Zeppelin spesso eseguivano in concerto estratti della canzone nel periodo 1969-71, in medley con il loro brano Whole Lotta Love.
- I 1000 Clowns campionarono il brano per la loro canzone Kitty Kat Max sull'album Freelance Bubblehead del 1998.
- I Rush eseguono una cover della canzone sul loro album Feedback.
- Ozzy Osbourne reinterpretò il brano nel suo album di cover Under Cover del 2005.
- I Queensrÿche nel 2007 sull'album tributo Take Cover.
- Keb' Mo sull'album Peace... Back by Popular Demand.
- Gli Oui 3 sull'album Oui Love You del 1993.
- La Dave Matthews Band spesso suonava parti della canzone dal vivo, come proseguimento del brano Jimi Thing. La loro reinterpretazione può essere ascoltata sull'album dal vivo The Central Park Concert.
- Keller Williams incluse una cover della canzone sul suo album Stage.
- Crystal Bowersox sull'album Farmer's Daughter.
- The Candyskins sul loro album d'esordio Space I'm In.
- Aloe Blacc campionò il brano per la sua canzone Loving You Is Killing Me.
- Aynsley Dunbar sull'album Mutiny (2008)